# 代伊 (佛羅里達州)
代伊（英語：Day）是位於美國佛羅里達州拉法葉縣的一個人口普查指定地區。

## 地理
代伊的座標為30°11′39″N 83°17′29″W / 30.19417°N 83.29139°W，而該地最高點為海拔高度26米（即85英尺）。

## 人口
根據2010年美國人口普查的數據，代伊的面積為2.39平方千米，當中陸地面積為2.35平方千米，而水域面積為0.04平方千米。當地共有人口116人，而人口密度為每平方千米48人。